# Eriococcus azaleae
Eriococcus azaleae är en insektsart som beskrevs av Comstock 1881. Eriococcus azaleae ingår i släktet Eriococcus och familjen filtsköldlöss. Inga underarter finns listade i Catalogue of Life.